# Болярска дума
 Тази статия е за руския болярски държавен орган.  За българския болярски държавен орган вижте Български болярски съвет.  
Болярската дума е висш държавен съвет, състоящ се от представители на феодалната аристокрация в Русия. Той е продължение на княжеската дума от края на XIV век при новите исторически условия на въздигане на Великото московско княжество в Трети Рим. Болярската дума е държавен орган с функции на нещо средно между на съвременен парламент и владетелски съвет. Без Болярска дума не е управлявал нито един руски владетел, включително и основателя на Руското царство – Иван Грозни.
През XVII век протича процес на трансформиране на Болярската дума в Сенат. Болярската дума по своята същност е аристократичен институт. В състава ѝ са влизали представители на най-известните благороднически родове и семейства. Решенията ѝ са се вземали по силата на обичайното право. Формирането ѝ като институция е по старобългарски образец и традиция и е тясно свързано с налагането на крепостното право по руските земи по законодателния реципиентен еталон от Душановия законник.
Около 1700 г. Петър I премахва Болярската дума във връзка с държавните реформи които предприема. На нейно място се издига руският сенат. Отделно от това, столица на Руската империя става Санкт-Петербург и всичко това налага премахване на тази предходна политическа институция.